# Aleksandr Xidlovski
Aleksandr Xidlovski   (Moscou, 1 de febrer de 1941) és un waterpolista rus, ja retirat, que va competir sota bandera soviètica durant les dècades de 1960 i 1970.
El 1968 va prendre part en els Jocs Olímpics d'Estiu de Ciutat de Mèxic, on guanyà la medalla de plata en la competició del waterpolo. Quatre anys més tard, a Munic, va guanyar la medalla d'or en la mateixa competició.
En el seu palmarès també destaquen dues medalles al Campionat d'Europa de waterpolo, de plata el 1962 i d'or el 1970. A nivell de clubs jugà al CSKA Moscou, amb qui guanyà les lligues soviètiques de 1963, 1964, 1966, 1967, 1970 i 1971.